# Polder Westzaan
Polder Westzaan este o arie protejată (arie specială de conservare — SAC, sit de importanță comunitară — SCI) din Țările de Jos întinsă pe o suprafață de 1.057 ha, integral pe uscat.

## Localizare
Centrul sitului Polder Westzaan este situat la coordonatele 52°27′00″N 4°47′09″E / 52.45°N 4.7859°E.

## Înființare
Situl Polder Westzaan a fost declarat sit de importanță comunitară în august 2002 pentru a proteja 4 specii de animale. Situl a fost protejat și ca arie specială de conservare în iunie 2013.

## Biodiversitate
Situată în ecoregiunea atlantică, aria protejată conține 4 habitate naturale: Pajiști umede nord-atlantice cu Erica tetralix, Liziere de ierburi înalte hidrofile de câmpie și de nivel montan până la alpin, Mlaștini turboase de tranziție și turbării mișcătoare, Mlaștini împădurite.
La baza desemnării sitului se află mai multe specii protejate:
- mamifere (2): Microtus oeconomus arenicola, liliac de iaz (Myotis dasycneme)
- pești (2): zvârluga (Cobitis taenia), boarță (Rhodeus amarus)